# Manfred Urschel
Manfred Urschel (...) è un ex schermidore tedesco, vincitore di una medaglia d'argento ai campionati mondiali di scherma.